# Якомелья, Франко
Франко Якомелья — аргентинский активист, сторонник развития общественных благ, коллективного производства, свободных знаний и свободного программного обеспечения.
Он пишет и даёт конференции по теории общественных благ, коллективного производства, открытого образования, свободного программного обеспечения, авторского права и доступа к знаниям как на испанском, так и на английском языках.

## Биография
Он работал над такими проектами свободного ПО, как Open Video Alliance и Free Technology Academy. Он также является членом проекта GNU, где он в основном занимается юридическими вопросами, и GNU Savannah.
Он очень активно исследует коллективное производство, начал выпуск таких изданий, как Journal of Peer Production и Statistical studies of Peer Production. Он является одним из создателей краудфандингового документального фильма под названием «Запрещённое образование».
Он является членом Open Web Foundation. Он также входит в наблюдательный совет Латиноамериканского фонда свободного ПО.
Он сотрудничает с Марксистским интернет-архивом в качестве члена руководящего комитета организации. Он является членом консультативного совета Zumbara, турецкой сети альтернативной экономики, и журнала Shareable.net.
Он является действующим президентом проекта Gleducar, организации, которая работает в области бесплатного образования в Латинской Америке. Кроме того, он входит в консультативный совет Conectar Igualdad, аргентинской национальной программы, которая снабжает ноутбуками студентов в секторе государственного образования.
6 августа 2013 года он был исключён из P2P Foundation за то, что перехватил и заблокировал электронную связь между членами P2P Foundation (особенно Мишеля Бауэнса), а также подделывал письма.
Продюсер фильма «Запретное образование».